# 李默庵
李默庵（1904年—2001年），湖南省長沙市人，中华民国军事将领，中将军衔。中華人民共和國第七、八、九届全国政协委员，2001年病逝於北京。

## 早年經歷
1904年出生於湖南长沙北山坪李家村的貧苦農民家庭，1923年底进入广州大本营陆军讲武学校就读，1924年11月19日该期学生转入黄埔军校，1925年以黄埔一期毕业生身份毕业。1926年“中山舰事件”发生後，與同學宋希濂同進出陈赓介紹加入的共產黨，周恩來曾說其為黄埔学生中第一个参加共產黨的，也是黃埔生中第一個退出共產黨的；之後加入中國國民黨。傳聞黄埔一期中有“文有贺衷寒，武有胡宗南，又文又武是李默庵”。
李默庵1925年加入中国共产党。1925年國民革命軍东征时，他在第1军60团当过党代表，该团团长是共产党人叶剑英；黄埔军校毕业后，参加国民革命军和北伐战争，任六十团党代表、连长、营长、副团长、团长，经历了攻占武昌、南昌、杭州、上海、徐州等战役。1928年以後，任第一军六十五团团长、第十一师三十一旅少将旅长，與同學關麟徵共事。
1930年在中原大战中负重伤，立下战功；1932年後担任卫立煌的副手，围剿苏区红军並平定福建事变；1935年任驻闽第二绥靖区司令官兼第十师中将师长。

## 中年經歷
1937年抗日战争爆发，任陆军第十四军军长，在山西忻口会战中任左翼兵团指挥官，指挥5个师与日本侵略军激战两周，后转战中条山游击根据地，与日本侵略军长期作战。1938年与直接顶头上司卫立煌因争夺军队实际控制权争吵，转任第三十三军团军团长。由于在华北长期与共产党合作，熟悉游击战术，1940年任湘鄂赣边区总指挥兼南嶽游击干部训练班教育长，与八路军教官共同培养抗日游击战指挥员。1941年底，奉命与英军军事代表团合作训练突击部队，任陆军突击总队司令，後任十四、二十六、三十八集团军副总司令，三十二集团军总司令，駐防浙江。1945年当选为国民党第六届中央执行委员，奉命主持浙东地区日军受降事宜。
1946年6月任第三方面军司令官、徐州绥靖公署第一绥靖区司令官，坐在小飞机上遥控指挥所部10万进攻苏中解放区与粟裕大战，据共军声称被消灭5个旅（新四军七战七捷），但据《徐州绥靖概要》取得了胜利。
1949年任職长沙绥靖公署副主任兼第十七绥靖区司令官，曾推薦中山陵1947年哭陵事件陪祭的同學张际鹏當第1兵团中将副司令官（列名长沙起义"？"通电，靠同学袁守谦在1955年6月举家踏上台湾土地；1970年，张际鹏在台湾去世。），和程潛、陳明仁等推動湖南和平解放，旋因和陳明仁不和遷居香港，1951年移居阿根廷，1964年移居美国。

## 晩年
1980年代赴大陸，1990年正式回大陸定居。历任第七、八、九届全国政协委员，黄埔军校同学会会长，推動兩岸統一。

## 家庭
妻子顧林，1939年16歲时嫁35岁的李默庵，共同生活62年；生養8個子女：女兒李碧如、二女兒李碧清早逝，子女們有在美國從事生物工程的，有在舊金山矽谷經營電子公司的，還有在波音公司任高層管理者的。